# Georges Pludermacher
Pour les articles homonymes, voir Pludermacher.
Georges Pludermacher est un pianiste français, né le 26 juillet 1944 à Guéret (Creuse). Il mène une carrière de soliste internationale et se produit dans les plus prestigieux festivals.

## Biographie
Georges Pludermacher est le fils de Serge Pludermacher et de Rachel Pludermacher. Sa mère, Rachel Pludermacher (née Levin ou Lévinate le 5 novembre 1908 à Vilnius en Lituanie et morte en février 2002) est une éducatrice juive d'origine lituanienne, qui avec son époux Serge Pludermacher, s'occupe d'enfants juifs au Château de Chabannes, à Chabannes, aujourd'hui Saint-Pierre-de-Fursac (Creuse), et à la Maison des Enfants d'Izieu (Ain). Georges Pludermacher est né à Guéret, à proximité de Chabannes. Il s'appelle Georges, en souvenir de son grand-père paternel, Gershon Pludermacher, un éducateur juif à Vilnius.
Il commence le piano à l'âge de trois ans. Il entre au Conservatoire national supérieur de musique et de danse de Paris à onze ans et se révèle un élève brillant auprès de ses professeurs : Lucette Descaves, Jacques Février, Henriette Puig-Roget, Geneviève Joy. Il se perfectionne ensuite aux cours d'été de Lucerne avec Géza Anda. À 19 ans, il sort du conservatoire avec 3 premiers prix : piano, musique de chambre et accompagnement. En 1967, fort de son intérêt pour la musique contemporaine, il crée Archipel I d'André Boucourechliev et 4 ans plus tard, Synaphaï de Iannis Xenakis. Il va travailler avec des formations comme le Domaine musical ou l'Ensemble Musique Vivante.
Les récompenses internationales vont bientôt se succéder dans les années 1960 et 1970. Georges Pludermacher, qui affectionne aussi la musique de chambre se produit avec Christian Ferras, Nathan Milstein, Ivry Gitlis, Yvonne Loriod, Michel Portal, Christian Ivaldi, Ernst Haefliger, Iouri Bachmet. Il forme aussi un duo avec Jean-François Heisser. À partir de 1968, il devient pianiste soliste de l'orchestre de l'Opéra de Paris. Sa carrière de concertiste va l'amener à se produire avec de grands chefs, comme Sir Georg Solti et l'Orchestre symphonique de Chicago, Pierre Boulez et le London Sinfonietta, Christoph von Dohnányi et l'Orchestre National de France. Il est invité dans les festivals d'Aix-en-Provence, Avignon, Strasbourg, Salzbourg, Montreux, Vienne, Édimbourg, Florence, Barcelone, Madrid, et en 2003 dans le cadre des master classes de l'Académie française de musique de Kyoto.
Il est notamment le père d'Isolde Pludermacher, conservatrice en chef du patrimoine au Musée d'Orsay.

## Prix
- 1968 : Lauréat du Concours International Vianna da Motta de Lisbonne
- 1969 : Prix International de piano de Leeds
- 1979 : Prix du Concours international Géza Anda à Zurich
- 1987 : Grand Prix de l'Académie Charles-Cros pour son enregistrement des Variations Diabelli
- 1995 : Grand Prix de l'Académie du disque français pour l'enregistrement des Études de Claude Debussy

## Quelques enregistrements
- Pièces pour piano de Claude Debussy (2003)
- Les 5 concertos pour piano de Beethoven, Orchestre de Bretagne, dir. Moshe Atzmon (2004)
- L'œuvre complète pour piano de Maurice Ravel, Flâneries musicales de Reims (2007)
- Intégrale des Sonates de Schubert
- Intégrale des sonates pour piano et Variations Diabelli de Beethoven
- Symphonie n 3 en Mi bémol majeur op.55 "Eroica" transcrite pour piano par Franz Liszt (1986)
- Intégrale des sonates de Mozart
- Concertos n° 20 et n° 27 de Mozart (avec l'Orch. de la Fondation Gulbenkian, dir. Karolos Trikolidis)
- Sonate en sib de Schubert et Sonate op. 111 de Beethoven
- Sonates de Brahms avec Michel Portal (clarinette).
- Symphonie n° 9 de Beethoven/Liszt pour deux pianos (avec Alain Planès)
- Variations sur un thème de Haendel, Sept fantaisies op. 116, de Brahms